# UFC 34
UFC 34: High Voltage fue un evento de artes marciales mixtas celebrado por Ultimate Fighting Championship el 2 de noviembre de 2001 en el MGM Grand Garden Arena, en Las Vegas, Nevada, Estados Unidos.

## Resultados

### Tarjeta preliminar
- Peso pesado: Frank Mir vs. Roberto Traven

Mir derrotó a Traven vía sumisión (armbar) en el 1:05 de la 1ª ronda.
- Peso medio: Matt Lindland vs. Phil Baroni

Lindland derrotó a Baroni vía decisión mayoritaria.
- Peso medio: Evan Tanner vs. Homer Moore

Tanner derrotó a Moore vía sumisión (armbar) en el 0:55 de la 2ª ronda.

### Tarjeta principal
- Peso pesado: Josh Barnett vs. Bobby Hoffman

Barnett derrotó a Hoffman vía sumisión (golpes) en el 4:25 de la 2ª ronda.
- Peso ligero: B.J. Penn vs. Caol Uno

Penn derrotó a Uno vía KO (golpes) en el 0:11 de la 1ª ronda.
- Peso pesado: Ricco Rodriguez vs. Pete Williams

Rodriguez derrotó a Williams vía TKO (golpes) en el 4:02 de la 2ª ronda.
- Campeonato de Peso Wélter: Carlos Newton (c) vs. Matt Hughes

Hughes derrotó a Newton vía KO (slam) en el 1:23 de la 2ª ronda para convertirse en el nuevo Campeón de Peso Wélter de UFC.
- Campeonato de Peso Pesado: Randy Couture (c) vs. Pedro Rizzo

Couture derrotó a Rizzo vía TKO (golpes) en el 3:22 de la 3ª ronda.